# Кириченко Степан Дмитрович
Степа́н Дми́трович Кириче́нко (1887, місто Темрюк Кубанської області, тепер Краснодарського краю, Російська Федерація — розстріляний 2 квітня 1938, місто Москва, тепер Російська Федерація) — радянський діяч, голова Херсонського військово-революційного комітету, голова Первомайського та Мелітопольського окрвиконкомів. Член ВУЦВК.

## Життєпис
Член РСДРП(б) з 1917 року.
5 грудня 1917 — 1918 року — голова Херсонського військово-революційного комітету.
У 1924—1928 роках — голова виконавчого комітету Первомайської окружної ради.
У 1928 році — голова виконавчого комітету Мелітопольської окружної ради.
До листопада 1937 — керуючий тресту № 17 Народного комісаріату оборонної промисловості СРСР у Москві.
20 листопада 1937 року заарештований органами НКВС. 2 квітні 1938 року засуджений Військовою колегією Верховного суду СРСР до страти. Того ж дня розстріляний. Похований на полігоні «Комунарка» біля Москви.
20 жовтня 1956 року посмертно реабілітований ухвалою Військової колегії Верховного суду СРСР.